# 愛蓮娜·霍奇曼·波特
愛蓮娜·艾蜜莉·霍奇曼·波特（Eleanor Emily Hodgman Porter ，1868年12月19日—1920年5月21日）是一位美國小說家，其作品多半是戀愛小說、家族小說與滑稽小說，而最著名的作品是《波麗安娜》，此外還有《比莉小姐》。

## 生平
愛蓮娜·艾蜜莉·霍奇曼1868年12月19日出生於新罕布夏州利特爾頓，她的父母是法蘭西斯·佛萊契爾·霍奇曼（Francis Fletcher Hodgman）和露薇拉·法蘭琪·伍爾遜（Llewella French Woolson），天生體弱多病的她，高中時肄業。在養病後進入了波士頓的新英格蘭音樂學院，並成為一名歌手。
她在24歲1892年時與約翰·萊曼·波特（John Lyman Porter）結婚，並搬到麻薩諸塞州，從此她開始寫短篇故事和後來的小說。
在34歲時成為小說家並發表處女作《金髮瑪格麗特》。之後發表《比莉小姐》系列的作品後她瞬間成為著名的戀愛小說家。在《比莉小姐》系列發表2年後出版了《波麗安娜》系列，讓這作品成為空前絕後的暢銷作品，而使的《比莉小姐》系列成為了過去一時的作品。
在半自傳式的小說《蘇姊姊》出版後於1920年5月21日去世，享年51歲，她被安葬在奧本山公墓。

## 代表作

### 小說
《金髮瑪格麗特》系列：
- 1907年《金髮瑪格麗特》，原名【交叉的潮流】（Cross Currents）

寫實的家族小說。
在大都市與母親離別的瑪格麗特，被送到貧民窟過著困苦的生活時而關閉心靈，但是由於各式各樣的體驗讓她有所成長。在另一方面的母親，由於失去了女兒也開始有了心病，不過在經過孤兒院的慈善事業的豐富生活中失去了東西。破裂的母女有機會再次重逢嗎？
- 1908年《潮汐的旋轉》（Turn of the Tide）

《金髮瑪格麗特》的續集。
- 1911年《馬可的故事》（The Story of Marco）

《比莉小姐》系列：
- 1911年《比莉小姐》（Miss Billy）

戀愛小說。最初的暢銷作品。
- 1912年《比莉小姐的決定》（Miss Billy's Decision）
- 1914年《比莉小姐的結婚》（Miss Billy Married）

《波麗安娜》系列：
- 1913年《波麗安娜》（Pollyanna）

擁有喜劇式風格的家族小說。在基督使者雜誌的週刊上連載。
在雙親過世後同時被阿姨家收養的少女波麗安娜，遵從與父親的約定「尋找好的一面」，用她的方法改變了貝爾丁斯維爾（虛構的城鎮）的人們。
在改變城鎮裡奇怪的人們的時候，還有在母親的時代所發生的事情真相大白後，眾多神秘的謎團也是本故事有趣的一大特徵。
- 1915年《波麗安娜的青春》（Pollyanna Grows Up）

《波麗安娜》的續集。大幅的追加滑稽要素的戀愛小說。
前半段是前作的續篇，但在之後波麗安娜長大了，與後半段突如其來的滑稽事物與錯綜複雜戀愛的笑料事物發生。
- 1913年《六等星牧場的太陽橋女孩》（The Sunbridge Girls at Six Star Ranch）
- 1916年《正直的大衛》（Just David）
- 1917年《前往理解的道路》（The Road to Understanding）
- 1918年《喔！錢！錢！》（Oh Money! Money!）
- 1919年《糾結思路》（The Tangled Threads）
- 1919年《黎明》（Dawn）
- 1919年《基斯的黑塔》（Keith's Dark Tower）
- 1920年《瑪麗·瑪麗》（Mary Marie）
- 1921年《蘇姊姊》（Sister Sue）

《波麗安娜》系列的反射性的作品。
艱辛的人蘇姊姊，經歷過曲折的人生後，看到了真正的愛。
愛蓮娜女士的諷刺與毒舌還有滑稽色彩的作品。登場人物的隨心所欲的態度讓人發自內心而笑。
- 1921年《一整年》（Across the Years）【死後出版】
- 1923年《錢，愛與凱特》（Money, Love and Kate）【死後出版】
- 1926年《小伙計》（Little Pardner）【死後出版】

### 短篇故事
- 《耽擱的遺產》（A Delayed Heritage）
- 《四足信心與二》（A Four-Footed Faith and a Two）
- 《系統問題》（A Matter of System）
- 《柯林斯維爾的蘑菇》（A Mushroom of Collingsville）
- 《藝術贊助者》（A Patron of Art）
- 《祈禱鐘》（Angelus）
- 《天哪》（Crumbs）
- 《百萬富翁麥克的感恩節》（Millionaire Mike's Thanksgiving）
- 《那個天使男孩》（That Angel Boy）
- 《她的眼睛蘋果》（The Apple of Her Eye）
- 《道爾頓與遺產》（The Daltons and the Legacy）
- 《大象的黑板與保持》（The Elephant's Board and Keep）
- 《愚蠢智慧》（The Folly of Wisdom）
- 《榮耀與犧牲》（The Glory and the Sacrifice）
- 《不可分割的五》（The Indivisible Five）
- 《黑夫人》（The Lady in Black）
- 《文字》（The Letter）
- 《節省的爸爸》（The Saving of Dad）
- 《當母親病倒》（When Mother Fell Ill）
- 《當波麗安扮演聖誕老人》（When Polly Ann Played Santa Claus）

## 《波麗安娜》系列
愛蓮娜的作品《波麗安娜》只有2部而已，最暢銷是的迪士尼真人電影版。在作者死後有許多的外傳被發表，有（《牧場波麗安娜》、《波麗安娜與金幣》等等）。在日本也有很多出版社翻譯，而動畫化的「愛少女波麗安娜物語」是最暢銷的作品。而標題是從比較簡易的角川文庫古典版入手（而岩波文庫、偕成文庫版在大書店裡並沒有被參考用）。
翻譯的標題在日本被標記成パレアナ（波麗安娜【帕蕾阿娜】）與ポリアンナ（波麗安娜）而混在一起使用，在於日語標記時由於很難以捉到其字音的關係（其嚴密的發音分析是Pollyanna的po是在於ポ與パ之間的音的樣子，而lly是在於リ與レ之間的音的樣子。還有anna是在，アナ或是アーナ的方式標記，而アンナ的羅馬拼音標記，其實用來英語裡的發音並不是很正確的，但通常日語裡都使用アンナ來表示英語裡的anna。因此在日語中其名字的標示法還有パレアーナ、ポリアナ、ポリアーナ、パリアナ、ポレアナ的方式標記，也不能說是標記錯誤）。
主角的名字「Pollyanna」，在當時的美國被使用作為商店和飯店的名字，還有韋氏詞典等等，這個字在字典裡被標示為「盲目樂觀之人」或「喜悅」的意思，之後被作為國際的單字，心理用語等等。

### 影片方面
電影
- 1920年 波麗安娜

無聲電影。
導演：保羅·鮑威爾 、主演：瑪麗·畢克馥。
- 1960年 波麗安娜

導演：大衛·史威夫特 、主演：海莉·米爾斯。
迪士尼電影。故事中波麗安娜事故的原因被改變成「從樹上掉下來」等等，有些被改變。
TV連續劇
- 1982年 波麗安娜的冒險

在美國的TV連續劇。
- 2003年 波麗安娜

在英國的TV連續劇。
TV動畫
- 1986年 愛少女波麗安娜物語

在日本的TV動畫。

## 外部連結
- Eleanor H. Porter的作品  - 古騰堡計劃
- PBS biography （页面存档备份，存于）
- Papers at Dartmouth （页面存档备份，存于）
- Eleanor H. Porter在互联网电影资料库（IMDb）上的資料（英文）